# Дуриго, Илона
Илона Дуриго (венг. Durigó Ilona; 13 мая 1881, Будапешт — 25 декабря 1943, Будапешт) — венгерская певица (меццо-сопрано) и вокальный педагог.

## Биография
Родилась в Будапеште, 13 мая 1881 года.
Первыми преподавателями по вокалу были Бьянка Малецки и Юпиус Штокхаузен. Окончила Академию имени Листа по классу фортепиано Арпада Сенди (1902), в последние годы обучения брала также уроки вокала у Вильмоша Малецкого. Затем училась вокалу в Вене у Филиппа Форстена и наконец во Франкфурте-на-Майне у Юлиуса Штокхаузена. В 1906 г. совершила гастрольное турне по Европе (с аккомпаниатором Паулой Браун), однако затем вновь продолжила образование в Берлине (у Этельки Герстер) с 1911 года вплоть до 1943  она выступала как солистка в более чем 40 концертах с хором Der Gemischte Chor Zürich.. В 1912 г. дебютировала на оперной сцене Будапешта, затем пела во Франкфурте и Базеле. Преимущественную известность завоевала камерным репертуаром, а также участием в исполнении ораторий Г. Ф. Генделя. Пела песни Франца Шуберта и Густава Малера, была первой исполнительницей Пяти песен Белы Бартока на стихи Эндре Ади Op. 16 (21 апреля 1919 г., с композитором за фортепиано), считалась ведущей исполнительницей вокальных сочинений Отмара Шёка, в которого была влюблена. С 1921 г. преподавала в Цюрихской консерватории. В 1938 г. вернулась в Венгрию, где также занималась педагогической деятельностью.
Была замужем за пианистом Османом Касичем (1876—1937), их сын — швейцарский композитор и дирижёр Тибор Касич.